# GoyetQ116-1
GoyetQ116-1 è il fossile di un omero di un ominide della specie homo sapiens, ritrovato nelle grotte di Goyet, a Gesves, in provincia di Namur, Belgio.

## Il ritrovamento
La terza grotta di Goyet fu scavata da Edouard Dupont a partire dal 1868; glia scavi riportarono alla luce grandi quantità di materiali preistorici e fossili di varia natura, anche diversi appartenuti ad individui Neanderthaliani ed ai primi esseri umani moderni europei (EEMH - European early modern humans in inglese). Tuttavia a causa della mancanza di dati di scavo dettagliati, è stato difficile assegnare ai reperti anche solo specifici orizzonti stratigrafici. A partire dal 2008 tutta questa messe di reperti è stata oggetto di nuovi studi, che ha portato hanno loro suddivisione e classificazione, alla datazione tramite analisi al radiocarbonio, e quindi, per alcuni di questi, tra i quali il fossile GoyetQ116-1, all'analisi genetica del DNA antico.

## Descrizione
GoyetQ116-1 è un fossile di un omero che è stato datato ad un periodo compreso tra 35.160-34.430 anni fa, che apparteneva ad un individuo della popolazione dei cacciatori-raccoglitori.
La rilevanza di GoyetQ116-1 risiede nella scoperta che il suo DNA condivide più tratti genetici con le moderne popoplazione europee che con altre popolazioni a lui contemporanee, come ad esempio quelle degli Asiatici orientali, dando una prima evidenza di un antico ligniaggio europeo. Il fossile condivide diversi tratti genetici con quello di Kostënki-14, risalente a 40.000 anni fa e rinvenuto nella regione russa di Voronež, ad est dell'Ucraina, ma molti di più con il cluster di El Mirón, sei individui vissuti tra 19 000 - 14 000 dal presente (BP - Before Present in inglese), ritorvati nell'omonima grotta nel nord della Spagna, e associati alla cultura magdaleniana, dando così evidenza di una continuità genetica che attraversa l'Europa dalla Russia fino all'estremo della penisola Iberica.